# Rivolta dei liberi di Bassano
La rivolta di Bassano (1229) fu una sollevazione di una parte dei cittadini di Bassano (oggi Bassano del Grappa), la pars liberorum, contro il dominio di Alberico da Romano e dei suoi sostenitori, la pars masnate, allo scopo principale di ottenere una maggiore autonomia per il Comune. La rivolta contro Alberico avrà un iniziale andamento positivo ma sarà poi soffocata nel sangue dall'intervento armato del fratello Ezzelino III.
Il tentativo di ribellione si inserisce in un quadro generale di rafforzamento delle autonomie dei diversi comuni verso gli altri poteri, in particolare quello signorile. Inoltre fu probabilmente sostenuto dalle altre famiglie signorili in lotta con i da Romano, e pertanto va inquadrata all'interno delle lotte per il predominio nella Marca veronese-trevigiana del Duecento.

## Il contesto storico
La vita della Marca veronese-trevigiana ad inizio Duecento è caratterizzata dalla debole presenza dell'autorità imperiale (Pace di Costanza, 1183) e dall'autonomia sempre più marcata di diversi comuni cittadini. La vita dei  comuni è contraddistinta da un'altissima conflittualità sia verso l'esterno, per imporsi sulle casate nobiliari del contado, sia internamente fra le innumerevoli fazioni (la più nota quella fra guelfi e ghibellini). Le principali famiglie che ebbero coscienza di questo gioco di potere e che riuscirono a creare stabili collegamenti sovra-cittadini e regionali furono gli Este e i da Romano, che quindi erano in forte competizione.
La famiglia dei da Romano, probabilmente giunta in Italia al seguito di Corrado il Salico nella prima metà dell'XI secolo, estendeva il proprio dominio fra i due feudi originari di Onara e Romano, controllando l'imboccatura del Canale di Brenta e l'importante area era Bassano. La famiglia si rafforzò enormemente a partire dal XII secolo in particolare con Ezzelino I, che fu guida della Lega Lombarda contro l'imperatore Federico Barbarossa, ed Ezzelino II (circa 1150 - 1235), che mise le basi per una politica ad ampio respiro, "regionale". In età avanzata Ezzelino II decise di ritirarsi in monastero (da qui l'appellativo de il Monaco) e divise i beni tra i due figli (1223): il blocco vicentino (il bassanese, la Valsugana, la destra Brenta fino a Fontaniva) fu affidato ad Alberico, il blocco trevigiano ad Ezzelino III.
In questo contesto cresceva di importanza Bassano, la quale pur non essendo considerata città a tutti gli effetti (gli storici parlano di quasi-città), rappresentava comunque un polo di aggregazione demica tra i più rilevanti, vivaci e facoltosi del territorio compreso tra Adige e Piave. La società bassanese era composta da famiglie di piccoli o grandi proprietari terrieri liberi (arimanni) e dagli uomini di masnada, elemento sociale preponderante fortemente legato alla nobiltà e poco gradita al resto della cittadinanza. Lo storico Giorgio Cracco parla di una "società fortemente impregnata dai da Romano" i quali favorivano gli uomini di masnada ed esercitavano un benevolo patronato verso il Comune di Bassano.

## Antefatti: il biennio 1228-1229

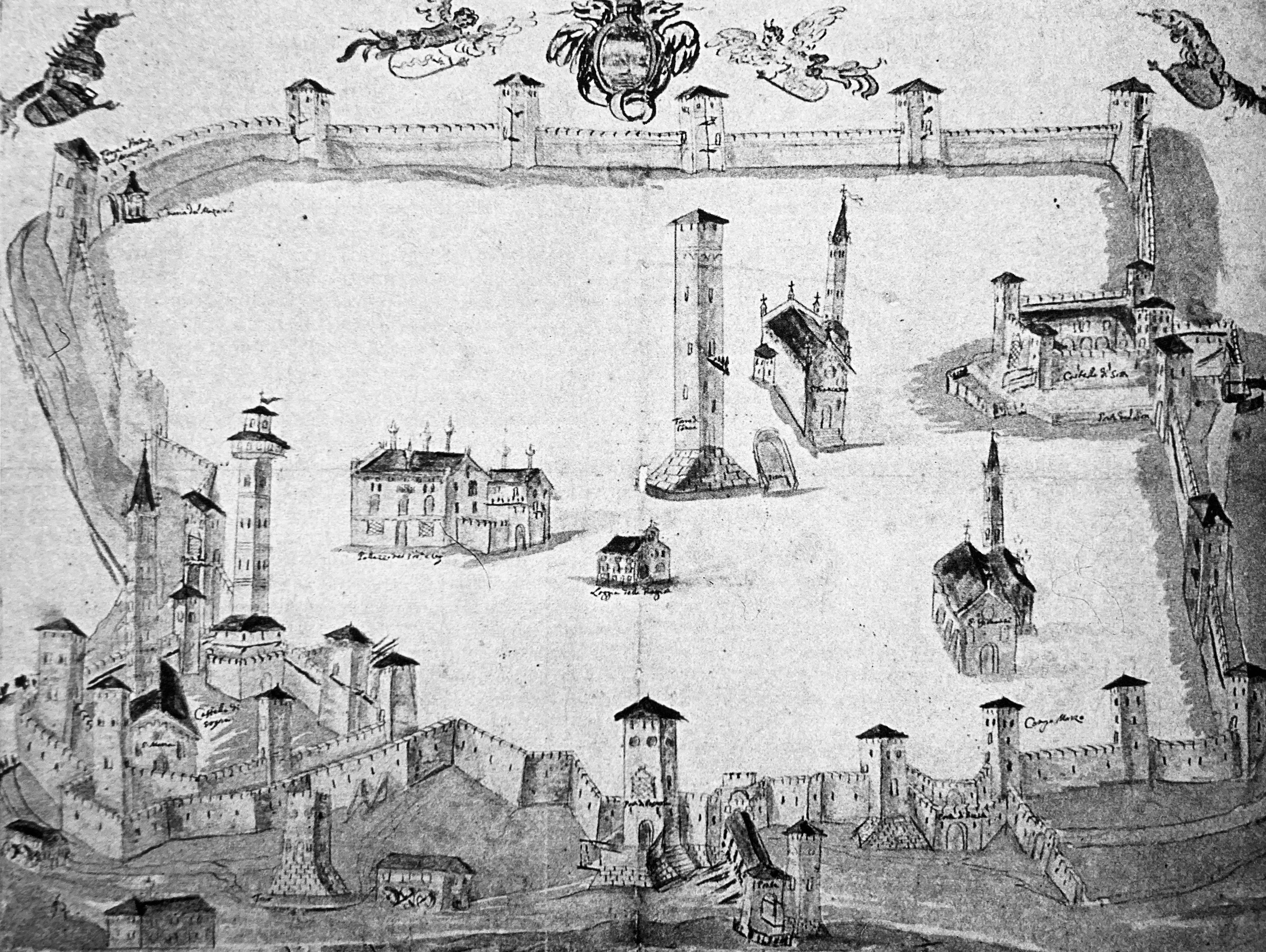
Bassano medievale. Disegno degli anni 1690-91, di autore ignoto, che si rifà ad un modello quattrocentesco.

Nel biennio 1228-1229 Bassano fu caratterizzata da tensioni e inquietudini dovute a fermenti ereticali combattuti dai frati di San Donato. Questi erano vigorosamente incoraggiati da Gregorio IX, che denunciava Bassano e le altre terre dei da Romano come ricettacolo di eretici, puntando il dito apertamente contro lo stesso Ezzelino II.
A queste tensioni religiose dobbiamo aggiungere i gravi danni prodotti da un conflitto di dimensioni regionali che contrapponeva ai da Romano una lega composta dalla fazione avversa della città di Vicenza, dai Comuni di Padova e Treviso, da Venezia e dalle principali famiglie della Marca cioè i Camposampiero, i San Bonifacio, gli Este. Nel 1228 Ezzelino III, con un colpo di mano, conquistò il castello di Fonte, feudo dei Camposampiero e posizione strategica dei padovani. I padovani, sostenuti dagli alleati trevigiani, attaccarono Bassano: la città resistette ma il suo territorio venne saccheggiato. Il conflitto si concluse grazie all'intervento di Ezzelino II, che esortò i figli a sottomettersi alla città patavina, troppo potente per essere vinta. Una delle conseguenze di questo conflitto fu l'allontanamento di Alberico da Vicenza di cui fino allora era stato podestà.
Alberico si ritirò a Bassano causando una rottura degli equilibri esistenti.  Il cronista coevo Gerardo Maurisio definisce il gruppo di potere di Alberico da Romano in Bassano la "pars masnata", mentre il gruppo avverso si autodefiniva "pars liberorum". L'arrivo di Alberico spinse alla reazione la "parte dei liberi". Secondo lo storico Dario Canzian, il principale motivo del contendere era il diritto vantato dal dominus di esercitare nel castello bassanese i diritti di governo (comitatus et iurisdictio) e che invece, secondo i "liberi", spettavano al comune. A questa causa principale possiamo sicuramente aggiungere altri fattori come le pressioni esercitate dalle altre grandi famiglie antagoniste, ma anche la stessa ritirata di Alberico che lasciava intendere la debolezza congiunturale del da Romano.

## La rivolta
Nel 1229 i liberi si sollevarono in armi contro Alberico e assalirono le masnade rimaste fedeli riuscendo ad avere la meglio. Il signore fu obbligato a rifugiarsi nel proprio palazzo mentre il resto della città era controllato dai rivoltosi. A complicare le cose per Alberico si aggiunse una "discordia" con il fratello Ezzelino a cui accenna il cronista Maurisio. In realtà il peso di questa "discordia" fu sopravvalutato: Ezzelino infatti pospose il disaccordo con il fratello per tutelare i beni della famiglia e grazie a forze veronesi, assalì la città di Bassano prendendola con le armi. I rivoltosi furono sconfitti e quelli che riuscirono a fuggire cercarono rifugio presso i nemici dei da Romano, presso gli Este o il conte San Bonifacio o i da Camposampiero, accrescendo il sospetto che proprio questi furono gli istigatori della rivolta.
Una parte dei ribelli si presentò invece al podestà di Vicenza, Filippo Zuliani, protestando di essere uomini liberi e di non voler riconoscere ad Alberico né autorità né giurisdizione. Il giudice convocò Ezzelino, il quale, pur sapendo di trovarsi di fronte un giudice vicino ai suoi avversari, decise di accettare il giudizio e la sentenza. Udite le ragioni di entrambi il podestà sentenziò che la signoria e la giurisdizione di Bassano spettavano ad Alberico e condannò Ezzelino al pagamento di una sanzione di 6000 denari contro i 2000 denari a cui furono condannati i rivoltosi.

## Conseguenze

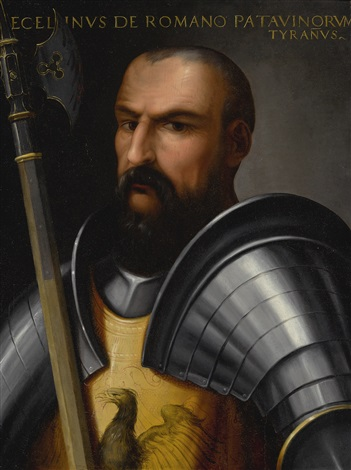
Ezzelino III da Romano

Dopo la rivolta del 1229 ogni opposizione bassanese fu soffocata: coloro che non caddero sul campo o non fuggirono furono portati a più miti consigli. In generale le differenti posizioni persero di polarizzazione e vi erano ormai le basi per un ampio consenso a favore dei da Romano.
L'evoluzione comunale, particolarmente rapida nei decenni precedenti, subì un rallentamento anche se non fu fermata. Più che la struttura in quanto tale fu il gruppo dirigente ad essere controllato dai da Romano, in particolare la componente notarile che sarebbe diventata preminente. Negli anni successivi la classe dirigente bassanese sarebbe stata caratterizzata da spirito autonomistico soprattutto nei confronti della città di Vicenza e da tendenze interne conservatrici, caratteri che si manifestarono apertamente dopo la caduta di Ezzelino.
Ezzelino fu il vero vincitore sul piano militare, avendo rovesciato le sorti della rivolta, ma anche su quello morale; infatti, nonostante fosse il vincitore, aveva restituito al fratello la città e aveva accettato la sanzione comminata dimostrando equilibrio e senso della misura (erano ancora lontani gli eccessi della tirannide).
Come riportato, risale a questa fase anche la notizia di un primo screzio tra i due fratelli da Romano, definito dalla fonte cronachistica una "quedam indignatio", di cui non conosciamo le ragioni ma che porterà, una decina d'anni dopo (1239), alla rottura fra i due. Dopo la rottura con Alberico il bassanese diverrà per Ezzelino "camera specialis" ricevendo trattamenti di favore sia fiscali che giurisdizionali i quali saranno ricambiati con la fedeltà militare. La storica Gina Fasoli parla del bassanese come della "base operativa" di Ezzelino e il cronista medievale Gerardo Maurisio evidenzia più volte la fedeltà delle masnade del luogo che poi furono il nerbo dell'esercito ezzeliniano.
La situazione del bassanese si manterrà inalterata, seppur con alterne vicende, per tutta l'epopea ezzeliniana.